# いろは順

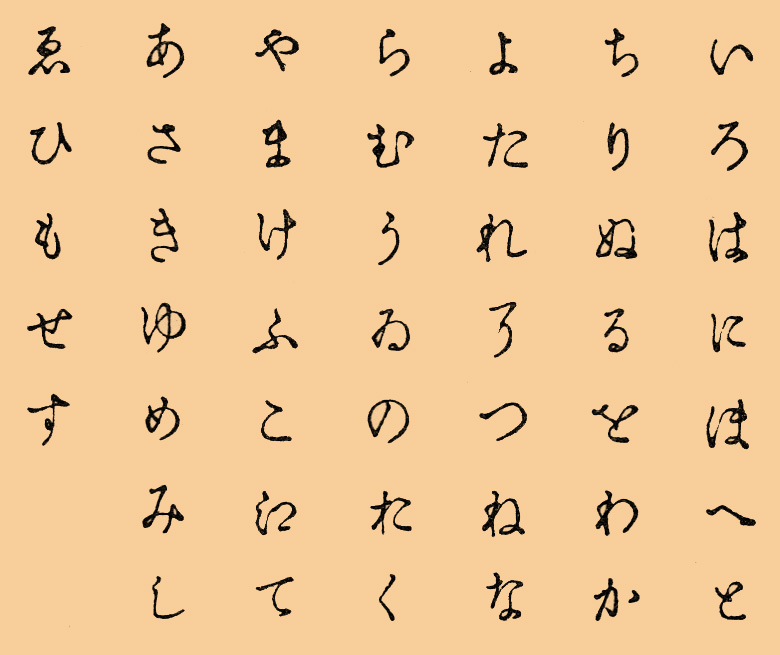
ブロックハウス・エフロン百科事典に掲載されたいろは順。日本語の縦書きのとおり、上から下、右から左へ進む。

いろは順（いろはじゅん）とは、日本語におけるかな文字の並べ方のひとつ。
かつては日本語における順番法として公用文にも広く使われたが、現在ではほぼ五十音順に取って代わられている。

## 順番
1. い
2. ろ
3. は
4. に
5. ほ
6. へ
7. と
8. ち
9. り
10. ぬ
11. る
12. を
13. わ
14. か
15. よ
16. た
17. れ
18. そ
19. つ
20. ね
21. な
22. ら
23. む
24. う
25. ゐ
26. の
27. お
28. く
29. や
30. ま
31. け
32. ふ
33. こ
34. え
35. て
36. あ
37. さ
38. き
39. ゆ
40. め
41. み
42. し
43. ゑ
44. ひ
45. も
46. せ
47. す
48. ん

本来は末尾に「ん」を加えなかった。

## 起源
平仮名47文字全てをそれぞれ1度ずつ使って作られたいろは歌に基づいた順番である。
最初にイロハ順に語句を収載した辞書は『色葉字類抄』であると言われている。

## 使用例

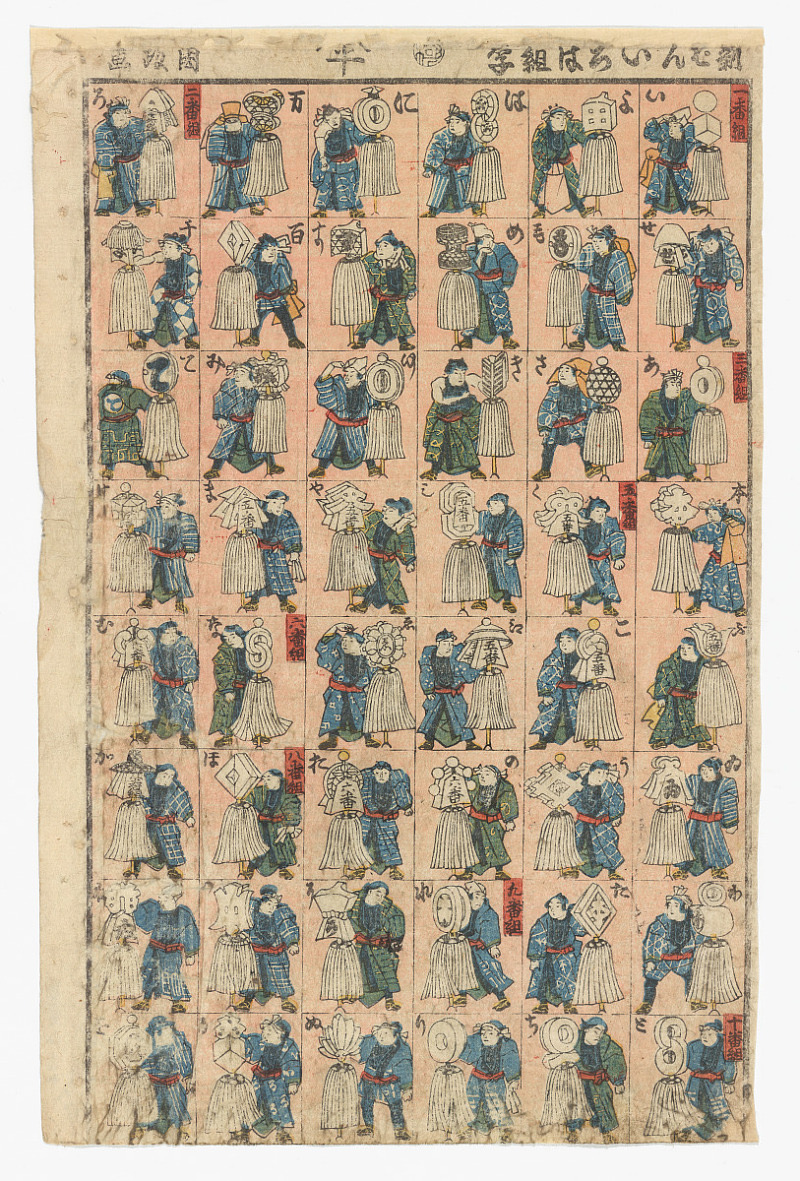
新ぱんいろは組字（1835年頃）

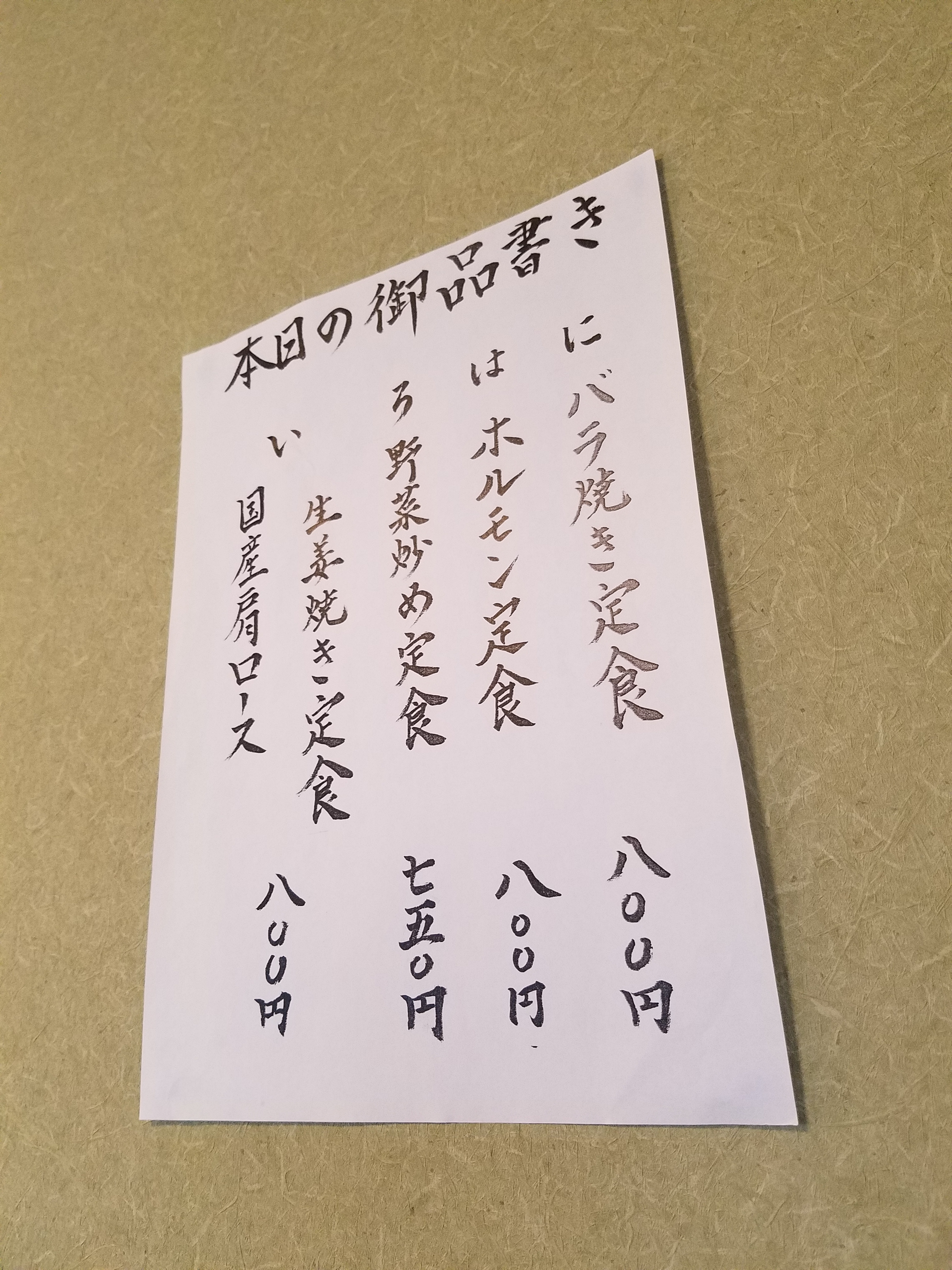
居酒屋のお品書き

- 江戸時代の町火消は、享保5年（1720年）に隅田川の西側の町屋を区分けして47組の「いろは組」が創られたことに始まり、後に1組増えて「いろは四十八組」となる。各組は「い組」「ろ組」「は組」といろは順を使った組名乗りをしていたが、「へ」は「屁」に通じて語呂が悪く、「ら」は「魔羅」を連想させて忌み言葉のようで、「ひ」に至っては「火」に通じるので論外であり、「ん」はそもそもいろは順に含まれない字のため、これらはそれぞれ「百」「千」「万」「本」の字に置き換えられた。
- 五十音はいろは歌と同じくらい古くからあるが、使用するのは学者に限られていた[注 2]。このため、幕末まで一般向けの類書（今日でいう百科事典のようなもの）は、いろは順で項目が並べられていた[注 3]。明治に入っても、高橋五郎の『和漢雅俗いろは辞典』などが出されており、法令全書も大正までいろは順の索引を使用している。大槻文彦の『言海』は、五十音順による排列だが、見返しにいろは順索引がついている。
- 江戸期、庶民が世の中に対する様々な不満をいろは順に書き連ねた「いろは短歌」が広まる（短歌形式で書かれた）。一例として、寛政9年（1797年）に仙台藩で起こった「寛政の大一揆」の際にも広まり、いろは短歌が書かれた文が東北歴史博物館に所蔵されている。
- 日本の法令では、号の下位単位としてイロハを使用している。
- 箇条書きにおいて、条ごとに振る記号として用いられることがある。
- 和文モールス符号は、原則としてアルファベット順に並べた欧文モールス符号を順に「イ・ロ・ハ……」に割り当てたものである[注 4]。「Z」に対応する「フ」より後の文字はすべて日本独自の符号を割り当てている。
- 国際会議においては、昭和18年（1943年）の大東亜会議における参加国の配列がいろは順だった。五十音順やアルファベット順に比べて、日本の順番が前に来ることが採用理由といわれる[2]。
- 日本年金機構（旧・社会保険庁）で用いられている「事業所記号」は、114カ所の事業所では五十音順を、198カ所の事業所ではイロハ順を使っている。1942年に「労働者年金保険法」が制定された頃の名残であり、日本年金機構の広報室長は「新人職員が書類を探すのに手間取るが、受給者には迷惑はかからない」としている[3][4]。
- 音名にも当てはめられ、イタリア語式の「Do Re Mi Fa Sol La Si」（ド レ ミ ファ ソ ラ シ）、英語式の「C D E F G A B」を日本では「ハニホヘトイロ」とした。このため、例えばCを主音とする長調「C major」のことを日本では「ハ長調」という。
- 1970年代から1980年代にかけて、日本共産党が党大会に外国の党から寄せられたメッセージを『前衛』増刊号の党大会特集号に掲載するときの順番として使用していた時期がある[注 5]。
- 日本国有鉄道（国鉄）においては、車両称号基準規程に基き、鉄道車両のうち旅客車の車両形式の用途（等級）を表す記号に一等から「イロハ」を用いていた（例・マイテ49、スハ32等）。但し、1960年に二等級制に変更した際にすでに少数派だった「イ」を廃して「ロ・ハ」のみとなり、1969年（昭和44年）の単一等級制度以降、「特別車両」とされたグリーン車に「ロ」、普通車に「ハ」の記号が用いられている[注 6]。
- 日本のプロ野球で、背番号が導入されたとき、阪神タイガースで「イロハ」順に背番号をつけていた。
- 地方競馬では主催者によっては「イロハ」順で組をつける事がある。
- 姫路城内の多くの門と櫓は「イロハ」順で名付けられる。
- 太平洋戦争中に発行された日本銀行券のシリーズ区分として「イロハ」順が用いられていた。
- 日本の建築方法である伝統工法、またはそれを簡略化した木造軸組構法（在来工法）において、水平面に土台や柱、梁などの位置を記した図面である伏図（ふせず）にいろは順を使用する。横軸にいろは順、縦軸には漢数字を用いてX座標・Y座標を表し、原点の位置を左下とすると（原点の位置は地域によって変わる）、例えば左から2番目・下から3番目の柱には「ろ三」との地番が振られる。

### 地名・地番に用いた例
千葉県
- 旭市：旭市イ - ニ
- 匝瑳市八日市場地区：匝瑳市八日市場イ - ハ
- 八街市：八街市八街い - ホ
- 香取市佐原地区：香取市佐原イ - ロ、篠原イ・ロ、昭和町い - に
- 山武市蓮沼地区：山武市蓮沼イ - ハ
- 香取郡東庄町：東庄町笹川い・イ

石川県
石川県内では、白山市の旧松任市の区域および野々市市を除く各市町で小字の地番にいろは順を入れている場合が多く見られる。
- 能美市：能美市寺井町い - ぬ
- 金沢市：金沢市南森本町イ - カ

また、七尾市などの能登半島北部ではいろは順と「部」を組み合わせた地番も存在する。
- 七尾市役所：七尾市袖ケ江町イ部25番地

愛知県
- 豊川市：豊川町伊呂通 - 遠通（おどおり、「を」相当）和通（わどおり） - 之通（しどおり）は住所としては廃止されている。

古くは東京にもあり、夏目漱石『三四郎』には「西片町十番地への三号」が出てくる。